# طباعة ثلاثية الأبعاد
الطّباعة ثلاثيّة الأبعاد هي إحدى تقنيات التصنيع، حيث يتم تصنيع القطع عن طريق تقسيم التصاميم ثلاثية الأبعاد لها إلى طبقات صغيرة جدا باستخدام برامج الحاسوبية ومن ثم يتم تصنيعها باستخدام الطابعات ثلاثية الأبعاد عن طريق طباعة طبقة فوق الأخرى حتى يتكون الشكل النهائي. ويختلف هذا النظام عن نظامي القولبة والنّحت اللذين يبددان أكثر من 90% من المادة المستخدمة في التصنيع والطابعات ثلاثية الأبعاد في العادة أسرع وأوفر وأسهل في الاستعمال من التكنولوجيات الأخرى للتصنيع. وتتيح الطابعات ثلاثية الأبعاد للمطورين القدرة على طباعة أجزاء متداخلة معقدة التركيب، كما يمكن صناعة أجزاء من مواد مختلفة وبمواصفات ميكانيكية وفيزيائية مختلفة ثم تركيبها مع بعضها البعض. التكنولوجيات المتقدمة للطباعة ثلاثية الأبعاد تنتج نماذج تشابه كثيراً منظر وملمس ووظيفة النموذج الأولي للمنتج.
في السنوات الأخيرة، أصبح من الممكن مالياً تطبيق الطباعة ثلاثية الأبعاد على مستوى المشاريع الصغيرة-المتوسطة، بذلك انتقلت النمذجة من الصناعات الثقيلة إلى البيئة المكتبية، وبأسعار تصل إلى 5,000 دولار للطابعة ثلاثية الأبعاد. كما أنه يمكن تطبيقها الآن في نفس الوقت على مجموعات مختلفة من المواد.
وكذلك تقدم الطباعة ثلاثية الأبعاد عروضا هائلة لتطبيقات الإنتاج. وتستخدم هذه التقنية في المجوهرات، الأحذية، التصميم الصناعي، العمارة، الهندسة، والانشاءات، السيارات، الطائرات، طب الأسنان والصناعات الطبية.

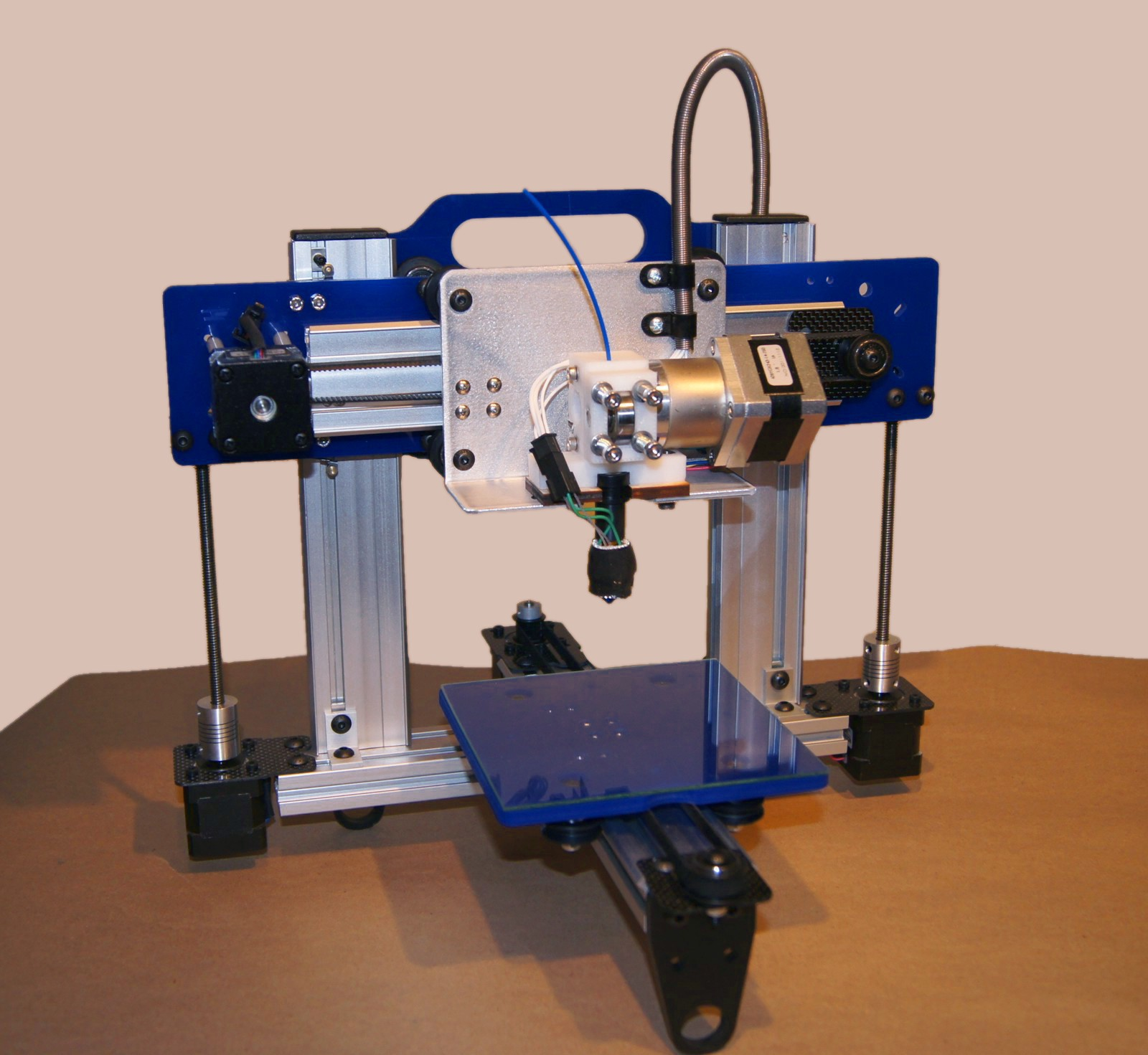
An ORDbot Quantum 3D printer.

أبدى الكثير من العلماء اهتماما واضحا بالطّباعة ثلاثيّة الأبعاد منذ الستينيات (1960) من القرن الماضي، أمثال كوداما وهلّ وكارل ديكارد، ولكن الظهور الأول لهذه التقنية كان في الثمانينات، عندما حصل هلّ على أول براءة اختراع على طابعته التي تعمل بنظام (SLA)، وتتالت بعدها الاختراعات والأبحاث، وصدرت العديد من براءات الاختراع. واعتبر المتنبئ بالمستقبل جيرمي ريفكين الطّباعة ثلاثيّة الأبعاد الثورة الصناعية الثالثة، بعد الميْكنة والتجميع في القرنين التاسع عشر والعشرين، حيث أنه يمكن إنتاج أيّ شكل ومهما كانت المادة المرادة للتصنيع، كما أنها مكنت الأفراد من طباعة النماذج الخاصة بهم بأنفسهم دون الحاجة للمصانع تحت ما يسمى ب «اصنعها بنفسك» 

## الطباعة
ولقد ارتبط مصطلح الطباعة في أذهان الكثيرين بالمنتجات ذات البعدين وبتقنيات الزخرفة سواء على الورق أو النسيج أو حتى طباعة الصور، ولكن أن يرتبط مصطلح الطباعة بإحدى طرق التشكيل فذلك لم يتعوده العاملون في مجال التصميم الصناعي. وما زالت طريقة الطباعة ثلاثية الأبعاد تحت التطوير من قبل بعض الشركات العالمية وذلك بقصد الوصول إلى إنتاج سريع ومرن لأجزاء النموذج الأول (prototype) وكذلك الأجزاء النهائية للمنتج مباشرة من النموذج المصمم على الحاسب الآلي بمساعدة برنامج الأوتوكاد.
وهذه الطريقة لم يسبق لها مثيل في المرونة، حيث يمكن إنتاج أي جزء أو شكل هندسي وبعدة خامات مثل الخزف، المعادن، البوليمرات، والعديد من المركبات الأخرى. ولقد ابتكر إمانويل ساكس تقنية الطباعة الثلاثية الأبعاد عام 1993 وما زال تطويرها مستمرا حتى يومنا.

## مبدأ الطّباعة
الخطوة الأولى لطباعة مجسم ثلاثي الأبعاد هو بناء النموذج ثلاثي الأبعاد أو ما يسمى ملف " STL"، حيث يمكن الحصول عليه من الماسح الضوئي ثلاثي الأبعاد، أو من خلال تصميمه بإحدى البرامج المخصصة لذلك مثل "3D MAX, Google Sketchup, Autocad … ". وبعد ذلك تأتي الخطوة الثانية وهي فحص الملف من الأخطاء في التصميم مثل عدم اتصال النقاط، حيث أن هذه الملفات بالعادة تحتوي العديد من هذه الأخطاء، خاصة تلك النماذج المأخوذة من الماسح الضوئي ثلاثي الأبعاد، وتسمى هذه العملية بعملية التصحيح، ومن ثم في الخطوة الثالثة يتم إرسال النموذج المصحح إلى ما يسمى بالمقطع "Slicer"، حيث يقوم هذا البرنامج بتقطيع النموذج إلى مجموعة كبيرة من الطبقات الرقيقة جدًا «شرائح» قد يتجاوز عددها ألف طبقة، ويسمّى الملف الناتج من هذه العملية ملف "G-Code"، وهو يحتوي على مجموعة من التعليمات والأوامر التي تساعد الطابعة على إنجاز العمل بالكفاءة المطلوبة. بعد ذلك يرسل الملف إلى الطابعة لتنفذه بناءً على التكنولوجيا المستخدمة في الطابعة، وفي النهاية يدخل المجسم الناتج في عملية التنظيم والتنعيم لإزالة الحواف والأجزاء غير المرغوب بها

## التكنولوجيات
تستخدم تقنية الطباعة ثلاثية الأبعاد لبناء أجزاء المنتج أو النموذج الأول في شكل طبقات، حيث يرسم الجزء المطلوب بمساعدة برنامج أوتوكاد ثم يقسم التصميم إلى رسوم محوسبة (Algorithm Draw) بحيث يتحول كل شكل إلى بيانات رقمية، يقوم جهاز الطباعة بعد ذلك بتنفيذها مجسمة من المادة المختارة بالتفاصيل الدقيقة لكل طبقة.
ويتم بناء كل طبقة بنثر أو نفث مسحوق الخامة (powder) فوق سطح طبقة أخرى من المسحوق تم اعدادها كأساس.
ويتم تكوين أو بناء الطبقات المادية بتقنية مشابهة لتلك المستخدمة في حالة الطباعة بالنفث الحبري (Ink-jet printing)، وتستخدم مع تلك الطبقات المادية مواد رابطة (Binders) للخامات لتربط الحبيبات فيتم تشكيل النموذج.
ويقوم مكبس (Piston) بضغط طبقة المسحوق الأساسية لتثبيتها ومن ثم يرتفع ليقوم بضغط الطبقة التالية التي سيتم نفثها ثم ربط حبيباتها باستخدام المواد الرابطة، ويتم تكرار بناء طبقة فوق طبقة حتى يكتمل تشكيل الشكل المطلوب.
ويتم نفث القطرات حسب الطلب حيث يقوم النافث (Nozzle) بتوزيع كميات منفصلة أو مستمرة من المواد الرابطة تترسب فوق طبقة من المسحوق سواء أكان مادة خزفية أو معدن أو بوليمرات والذي سوف يتحول إلى قطاع رقيق للشكل المطلوب وبتكرار النفث للخامات والمواد الرابطة تتكون الطبقة تلو الأخرى حتى نحصل على الشكل النهائي.
ويمكن تشكيل أي خامة توجد في صورة مسحوق بواسطة طريقة الطباعة الثلاثية وأكثر من ذلك لأن الخامات المختلفة يمكن توزيعها أو نفثها بعدة رؤوس طباعة مختلفة، ويمكن أن نجري تحكم على تركيب الخامة كما يمكن أن نحدد بدقة متناهية الأماكن المناسبة لسقوط القطرات وذلك بقصد الحصول على ملامس محددة وللتحكم في التركيب الجزيئي الداخلي للجزء المنتج.
بعد ذلك تتم المعالجة الحرارية، حيث يتم التخلص من المسحوق غير المرتبط وكذلك المواد الرابطة الغير مرغوب فيها.
ويتم الحريق أو المعالجة الحرارية لدرجات حرارة تتعدى 1000 درجة مئوية حيث تحدث عملية التلبيد (sintering) لاكساب الجسم صلابة ومتانة تلائم الاستخدام.
ويستخدم في هذه التقنية نوعين من المواد الرابطة: النوع الأول يتفاعل ويترابط مع الخامات أو المساحيق المستخدم سواء كانت خزف أو معدن، أما النوع الثاني فلا يتفاعل مع الخامات ويتبخر أثناء عملية التلبيد.

### البلمرة الضوئية والتصليد الحراري Vat Photopolymerisation
في هذا النوع من الطّباعة تستخدم مادة لزجة/هلامية تتكون من بوليمر حساس للأشعة فوق البنفسجية، وليزر من الأشعّة فوق البنفسجية، حيث يسلط شعاع الليزر على سطح البوليمر حسب نمط معين، والذي هو المقطع العرضي للطبقة المراد طباعتها، وبعد أن يمر شعاع الليزر فوق سطح البوليمر، يتجمد ويصبح صلبا، وهكذا تبنى الطبقات الواحدة فوق الأخرى، ومن أشهر التقنيات التي تستخدم هذه التكنولوجيا ليثوگرافية فراغية Stereolithography (SLA)، والمادة المستخدمة في هذه التقنية هي البوليمر الضوئي.

### الطباعة بالتلين الحراري Material Extrusion
في هذه التكنولجيا يتم تزويد الطابعة بمادة الطّباعة على شكل أسلاك أو خيوط، تتصل برأس مدبب دقيق فيه فوهة، يسخن هذا الرأس ليذيب مادة الطّباعة، وعند حركته أفقيا ورأسيا يخرج المادة حسب الشكل المطلوب، وحال خروج المادة من الرأس تبرد في درجة حرارة الغرفة وتتصلب. واحدة من أشهر التقنيات التي بنيت على هذه التجربة هي نمذجة التسريب المنصهر Fused Deposition Modeling (FDM)، التي اخترعها سكوت كرمب في نهاية الثمانينات من القرن الماضي، ومن أكثر المواد المستخدمة في هذه التقنية هي اللدائن الحرارية مثل PLA, ABS, PETG, TPU.

### الطباعة باستخدام المسحوق Powder Bed Fusion
مادة الطّباعة في هذه التكنولوجيا تكون على شكل مسحوق، حيث يسلط شعاع من الليزر عالي الطاقة على سطح المسحوق حسب المقطع العرضي من الشكل المراد طباعته، وبعد طباعة الطبقة كاملة على سطح المسحوق، يهبط المصعد الخاص بالطابعة طبقة للأسفل ليسمح بتشكيل طبقة جديدة من المسحوق حسب الطبقة التالية من النموذج. أشهر تقنية تستعمل هذه التكنولوجيا هي تقنية تلبيد الليزر الانتقائي Selective laser sintering (SLS)، وأكثر المواد المستخدمة في هذه التقنية هي: اللدائن الحرارية (البلاستيك الحراري)، الزجاج، الرمل.

## تحديات الطّباعة ثلاثيّة الأبعاد
نتيجة للتقدم التكنولوجي المستمر، ومحاولة استخدام الطّباعة ثلاثيّة الأبعاد في أغلب المجالات، كان لا بد لهذه التقنية من أن تواجه بعض الصعوبات والتحديات التي تمثلت في القطاعات التالية: التحديات في قطاع المواد، التحديات في قطاع وقت الإنتاج والطّباعة، التحديات في قطاع تكلفة الطّباعة.

### التحديات في قطاع المواد
هناك الكثير من المواد التي تستخدم في الطّباعة ثلاثيّة الأبعاد، مثل البلاستيك الحراري والبوليمرات والمعادن بالإضافة إلى المواد العضوية، لكن الباحثين ما زالوا في صدد اكتشاف مواد جديدة بمواصفات محددة، وما زال قطاع مواد الطّباعة يشكل تحديا كبيرًا لهؤلاء الباحثين، وتوجهت التحديات في قطاع المواد نحو المناحي التالية: استخدام مواد مختلفة، دمج المواد واستخدام أكثر من مادة في الصنيع، دقة الطّباعة.

#### استخدام مواد مختلفة
أكثر المواد استخداما في الطّباعة ثلاثيّة الأبعاد هي البلاستيك الحراري، لأنه سهل التليين عند الطّباعة، ويتصلب في درجة حرارة الغرفة العادية. وأيّضا المواد العضوية مثل (PLA, ABS) المكونتين من حمض «البوليلاكتيك» المستخرج من حمض اللاكتيك، ولكن المشكلة الأساسية في هذه المواد هي أنها تتقلص ويتغير شكلها وتتشوه عند تبريدها.
ولهذا يبحث العلماء والباحثون عن المواد الأكثر استقرارًا عند تسخينها أو تبريدها، كما أنهم يبحثون في موضوع طباعة المعادن، ويبحثون أكثر في مجال الطّباعة العضوية لما له من أهمية واستخدامات كبيرة خاصة في المجال الطبي.

#### دمج المواد وخلط أكثر من مادة مع بعضها البعض
لكل مادة خصائصها، ودمج أكثر من مادة مع بعضها البعض يعني أساليب وظروف وبيئات مختلفة للطباعة، والأسلوب السائد حاليا لطباعة مجسم يحتوي موادَّ مختلفة، هو العمل فيه على مراحل مختلفة، لكل مرحلة خصائصها وظروفها وأسلوبها المناسب للمادة المراد العمل بها. ولطباعة مجسم يحتوي على عدة مواد، يجب أن تكون لهذه المواد خصائص معينة تتناسب مع ظروف طباعة المادة التي تليها، كأن لا تذوب لو تعرضت لحرارة أعلى أو لا يتغير شكلها.
حاليًا استطاع الباحثون والمطورون العمل على أكثر من لون من نفس المادة، أو طباعة المجسم بأكثر من أسلوب، مثل طباعة القطع الإلكترونية الصغيرة، حيث يطبع البلاستيك على طابعة مخصصة لطباعة البلاستك، ومن ثم على طابعة أخرى مخصصة للمعادن تطبع المكونات المعدنية، العمل المستقبلي في هذا الإطار هو لتحديد متى وأيّن تطبع مادة معينة في المجسم على نفس الطابعة دون تحريك القطعة أو نقلها من مكان إلى آخر.

##### دقة الطّباعة
دقة الطّباعة هي حجم كل طبقة في النموذج المراد طباعته، وتحدد دقة الطّباعة بتحديد حجم المادة الخارجة من رأس الطّباعة، وتقاس بالميكروميتر. تتراوح دقة الطباعات في أيّامنا هذه من 100 ميكروميتر إلى 0.1 ميكروميتر في الطابعات المتقدمة، ولكن هذه الدقة لن تكون كافية في المستقبل القريب، تبعا لحجم المجسم المطبوع وخصائصه، فبعض المجسمات الدقيقة مثل أعضاء جسم الإنسان والقطع الإلكترونية بحاجة إلى دقة أعلى لتجسيم التفاصيل الصغيرة فيها. وبناء على هذا ما زال المطورون يعملون على تحسين دقة الطّباعة، وأيضا يجرون البحوث على المواد التي تحافظ على خصائصها وتبقى قوية كفاية عند الطّباعة بتفاصيل أدق وأحجام أصغر، وقد توصلوا إلى دقة 200 نانو متر، وهي أعلى دقة موجودة إلى الآن.

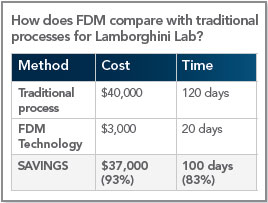
3dprinting

### الوقت اللازم لإتمام الطّباعة ثلاثيّة الأبعاد
خفضت الطّباعة ثلاثيّة الأبعاد مراحل التصنيع، بالإضافة إلى تخفيض الوقت اللازم للإنتاج، فالمنتج الذي كان يحتاج إلى أسبوعين أصبح ينجز خلال 48 ساعة، والتحدي الآن في تخفيض الوقت اللازم للطباعة بحيث يصبح أقل ما يمكن.

### تكاليف الطّباعة ثلاثيّة الأبعاد
أثبتت الطّباعة ثلاثيّة الأبعاد أنها أقل تكلفة من الصناعة التقليدية، وتقسم التكاليف إلى قسمين، القسم الأول وهو تكلفة الطابعة ثلاثيّة الأبعاد، والثاني هو تكلفة المواد اللازمة للطباعة، وقد تبين أن تكلفة المواد أعلى بكثير من تكلفة شراء الطابعة نفسها، ومعظم الاستثمارات تنفق على تصنيع مواد الطّباعة أو الأبحاث المتعلقة بها، أنظر إلى الجدول التالي الذي يوضح الفروقات في تكلفة الإنتاج التقليدي وتكلفة الطّباعة ثلاثيّة الأبعاد بالإضافة إلى الزمن اللازم لكلّ منهما.
المطورون مازالوا يعملون لتخفيض تكلفة الطّباعة، وأصبح سعر الطابعات اليوم اقل ارتفاعًا من السابق، حيث وصل سعر الطابعة ثلاثيّة الأبعاد إلى 400$ وهو في متناول اليد، ولكن يجب أن ناخذ بعين الاعتبار أن أسعار الطابعات تختلف حسب المهمة المطلوب إنجازها، فالطابعات التي تستخدم في المجال الطبي أكثر تكلفة وأعلى سعرًا من تلك الطابعات الشخصية.
هذا ويجب لفت النظر إلى أن تكلفة الصناعة التقليدية تزداد كلما ازاد تعقيد المنتج المطلوب، بينما سعر الطّباعة ثلاثيّة الأبعاد سيبقى ثابتا، لأن الطابعة تستطيع أن تنجز العمل المطلوب مهما كانت درجة تعقيده خلال مرحلة واحدة. الرسم البياني التالي يوضح الفرق بين تكلفة الصناعة التقليدية والطّباعة ثلاثيّة الأبعاد.

## الاستخدامات
تستخدم تقنية الطباعة ثلاثية الأبعاد بكثرة وبشكل أساسي في مجال الطب والصيدلة إلا أن لها تطبيقات في مجالات أخرى مثل الخزف والمعادن، وتشكيل قوالب الصب. ويقول إمانويل ساكس مبتكر الطباعة الثلاثية أن أساسيات تقنية الطباعة الثلاثية واحدة في كل حالة.
وتستخدم تقنية الطباعة ثلاثية الأبعاد في تصنيع منتجات تجارية ذات أسطح خاصة مثل المرشحات الصناعية وتتميز المرشحات المنتجة بطريقة الطباعة الثلاثية عن مثيلاتها المنتجة بطرق التشكيل التقليدية مثل طريقة التشكيل بالبثق أو طريقة الصب في القوالب، والتي غالبا ما تظهر بها بعض العيوب مثل التشققات (cracks).
وتتيح تقنية الطباعة الثلاثية كل الامكانيات لانتاج أسطح خاصة في مجال الخزف حيث يمكن التحكم في وضعية الأجزاء الدقيقة للخامات، مما يعرف بالطباعة الخزفية (ceraprinting).
إن طريقة الطباعة ثلاثية الأبعاد توحد المساحيق والمواد الرابطة بمرونة هندسية لم يسبق لها مثيل، وتختصر الطباعة الثلاثية الوقت اللازم لتسويق منتج جديد في العديد من المجالات وذلك بتحسين جودة المنتج، بالجمع بين التصميم والتصنيع مباشرة، وتخفض تكلفة المنتج بواسطة تخفيض تكلفة مرحلة التطوير و[التحديث[]].
كذلك يمكن زيادة معدل الإنتاج بتخصيص كل ماكينة أو طابعة لانتاج نوعية واحدة من المنتجات، لذلك فإن الطباعة الثلاثية هي الثورة القادمة في التصنيع لكونها الرائدة في الإنتاج السريع للنماذج الأولية وكذلك الأجزاء النهائية للمنتج.

### المجال الطبي
يعد المجال الطبي من أكبر المجالات وأكثرها اهتماما بالطّباعة ثلاثيّة الأبعاد، حيث أن الصناعة الطبية التقليدية واجهت العديد من التحديات بدءاً بوقت التنصيع وأنتهاءً بالتكلفة العالية خصوصا إذا كانت الكمية المطلوبة من المنتج قليلة أو مخصصة لشخص واحد. فقد زودت الطّباعة ثلاثيّة الأبعاد العالم بأمل لحل هذه المشاكل، من خلال القدرة على إنتاج أيّ منتج مهما بلغت درجة تعقيده، بالإضافة إلى تكلفة الإنتاج المنخفضة والثابتة نسبيا، وتخفيض الوقت اللازم لتصنيع منتج معين والقدرة على تخصيص المنتجات.
استخدامات الطّباعة ثلاثيّة الأبعاد في المجال الطبي

#### منتج مخصص لكل مريض
حيث تقوم المستشفى بجمع البيانات الخاصة بالمريض، مثل صور كسور العظام، وترسل هذه البيانات عن طريق الإنترنت إلى أحد مصنعي الأدوات الطبية المعتمدين في العالم ، ليقوم بتصميم النموذج بناءً على البيانات المعطاة وطباعة هذا النموذج وإرساله أو بيعه إلى المستشفى مرة أخرى. وليس هذا وحسب، فقد تملك المستشفى الطابعة الخاصة بها في مختبر مجهز ومعقم ، حيث تقوم بطباعة هذه النماذج بنفسها، وهذا قد يساعد في تشكيل نماذج تساعد في تدريب الأطباء للقيام ببعض العمليات الخاصة.
أهمية أخرى في هذا المجال، يمكن للمستشفى أن تقوم بجمع المعلومات والبيانات الخاصة بأحد الأعضاء لدى مريض معين وإرسالها لأحد المزودين الأساسين للطباعة ثلاثيّة الأبعاد أمثال «ريبليكا ثري دي ام – Replica 3dm»، التي تشكلهم وتطبعهم وتبيعهم مرة أخرى للمستشفى. وقد يحصل المريض مستقبلا على ملف النموذج الخاص به من المستشفى، بحيث يستطيع طباعته أو استخدامه في المستقبل، مثل ملف خاص بعضو معين لديه كالكلية أو أحد كسور العظام ، كما يمكن للمشفى أن يرفع هذه الملفات إلى سحابة أو موقع مؤمّن ، يجمع العديد من المصنعين والمزودين لخدمة الطّباعة ثلاثيّة الأبعاد، بحيث يمكن طباعة هذه النماذج أو الاستفادة منها من قبل مرضى آخرين في العالم.

#### الطّباعة العضوية
في هذه التقنية حاول العلماء والمطورون طباعة خلايا حيّة، حيث تطبع هذه الخلأيّا لتخرج في وسط هلامي أو وسط سكري طبقة تلو الأخرى حتى يكتمل الشكل النهائي، وقد يحتوي هذا العضو المطبوع على الأوعية الدموية، أول منتج لهذا النوع من الصناعات كان في عام 2009 مبنيا على طريقة «نوفو جن – Novo Gen» للطباعة العضوية ، وفي عام 2013 قام علماء وباحثون صينيون بطباعة أعضاء من جسم الإنسان مثل أصابع ، وآذان وجلد ، وحتى الكلى، وفي نفس العام قام باحثون في بلجيكا بطباعة عظام فك لسيدة كبيرة في العمر، ومن المتوقع خلال العشر أو العشرين سنة القادمة أن يقوم الباحثون بطباعة أعضاء قادرة على العمل وإنجاز الوظيفة المطلوبة منها، تسمى هذه التقنية بالعديد من الأسماء مثل الطّباعة العضوية ، طباعة الأعضاء ، هندسة الأنسجة بمساعدة الحاسوب .

#### الطّباعة الدوائية – طباعة أقراص الدواء
تكنولوجيا الطّباعة ثلاثيّة الأبعاد المستخدمة في مثل هذه الصناعة هي الطّباعة النقطية، حيث يطبع المجسم في صندوق من المسحوق مصنوعة من الدواء نفسه المراد تصنيعه، وما تمتاز به هذه التكنولوجيا عن غيرها ، أن الاقراص المطبوعة تكون مسامية أكثر، مما يسهل ذوبانها وامتصاصها ويزيد من فعاليتها، وأول دواء صنع بهذه الطريقة هو دواء لداء الصرع أثبت فعاليته أكثر من الدواء المصنع بالطريقة التقليدية ، وأول شركة قامت بمثل هذا النوع من الصناعات هي شركة «ابركيا – Aprecia» للصناعات الدوائية .

#### تحديات الطّباعة الطبية
1. معايير النوعية : كما ذكرنا سابقا فإن الطّباعة ثلاثيّة الأبعاد تمكّن كلّا من المستشفيات والأطباء والمرضى من الحصول على نماذجهم المطبوعة حسب رغبتهم، هذه التحديات دفعت المنظمات الطبية لوضع معايير معينة لضمان نوعية الطّباعة مثل معيار «أيّزو 13485»، الذي يجبر النماذج للمرور ضمن مجموعة من الفحوصات لضمان كفاءتها وملاءمتها.[7]
2. المواصفات الطبية والعضوية : حددت المنظمة العامة للأدوية والغذاء النقاط الثلاثة الرئيسية لقبول أيّ منتج وهذه النقاط هي : مطابقة المواصفات الطبية ، التوافق العضوي مع جسم المريض ، بالإضافة إلى التصميم التفاعلي للجهاز الطبي ، وهي تضع هذه النطاقات الثلاثة تحت المراقبة الدائمة.[7]
3. اختيار المرشح الصحيح : الصناعة الطبية حالها كحال غيرها من الصناعات لها محدداتها، والتي تتمثل في ندرة المواد بالإضافة إلى المحددات على حجم الجزء المطبوع ، وبسبب هذه المحددات يجب أن يتم اختيار المرشح لمثل هذه النوع من التقنيات بعناية ودقة.[7]

### الدفاع والطّباعة ثلاثيّة الأبعاد
استخدام الطّباعة ثلاثيّة الأبعاد في مجال الدفاع يتمثل بطباعة قطع بديلة عن تلك التالفة ، وحيث أن هذه القطع يجب أن تكون على درجة عالية من الصلابة والدقة - لأن أيّ خطأ فيها قد يكلف المئات من الأرواح - كان لا بد من اللجوء إلى الطّباعة ثلاثيّة الأبعاد، ولا تستخدم الطّباعة ثلاثيّة الأبعاد فقط لطباعة قطع الغيار، وإنما أيّضا لطباعة مستلزمات التدريب المختلفة مثل المجسمات الخاصة بالتدريب العسكري من سواتر وغيرها، بالإضافة إلى صناعة المعدات مثل الطائرات بدون طيار.
خفضت الطّباعة ثلاثيّة الأبعاد تكلفة الأنتاج من 100 ألف دولار للقطعة الواحدة إلى 40 ألف دولار ، وساهمت في توفير أكثر من 3.8 مليون دولار خلال الفترة ما بين 2004 – 2009.

### طباعة المَركبات
«يوربي – Urbee» هي أول سيارة مطبوعة بتقنية الطّباعة ثلاثيّة الأبعاد ، أنتجت في عام 2010 مع هيكل ونوافذ مطبوعة كليا ، ولكن ليس الأجزاء الداخلية ، تلاها بعد ذلك طائرة «ايرباص A350 XWB» التي حوت أكثر من 1000 قطعة من القطع الداخلية للطائرة والمحرك، مصنوعة بواسطة الطّباعة ثلاثيّة الأبعاد، ولم يتوقف الأمر عند هذا فشركة بي ام دبليو لصناعة السيارات قامت بتصنيع الأدوات الخاصة بفنييها بطريقة الطّباعة ثلاثيّة الأبعاد لتحصل على معدات اخف وزنا وأكثر فعالية، وبهذا زادت إنتاجية موظفيها.
وجه آخر ساهمت به الطّباعة ثلاثيّة الأبعاد في صناعة المركبات ، هو التسويق ، حيث أصبح من الممتع والأكثر جدوى إنتاج سيارات ثلاثيّة الأبعاد لعرضها كوسيلة للدعاية والإعلان ، أكثر من عرض نموذج على الحاسوب فقط باستخدام أحد برامج التصميم ثلاثيّة الأبعاد.

## مميزات تقنية الطباعة ثلاثية الأبعاد
1. سهولة تعديل التصميم.

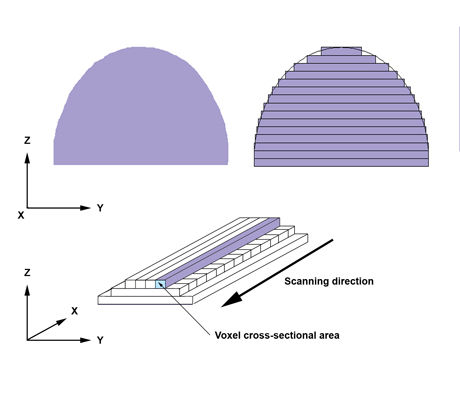
تحويل شكل مجسم إلى بيانات قابلة للتشكيل الطبقي.

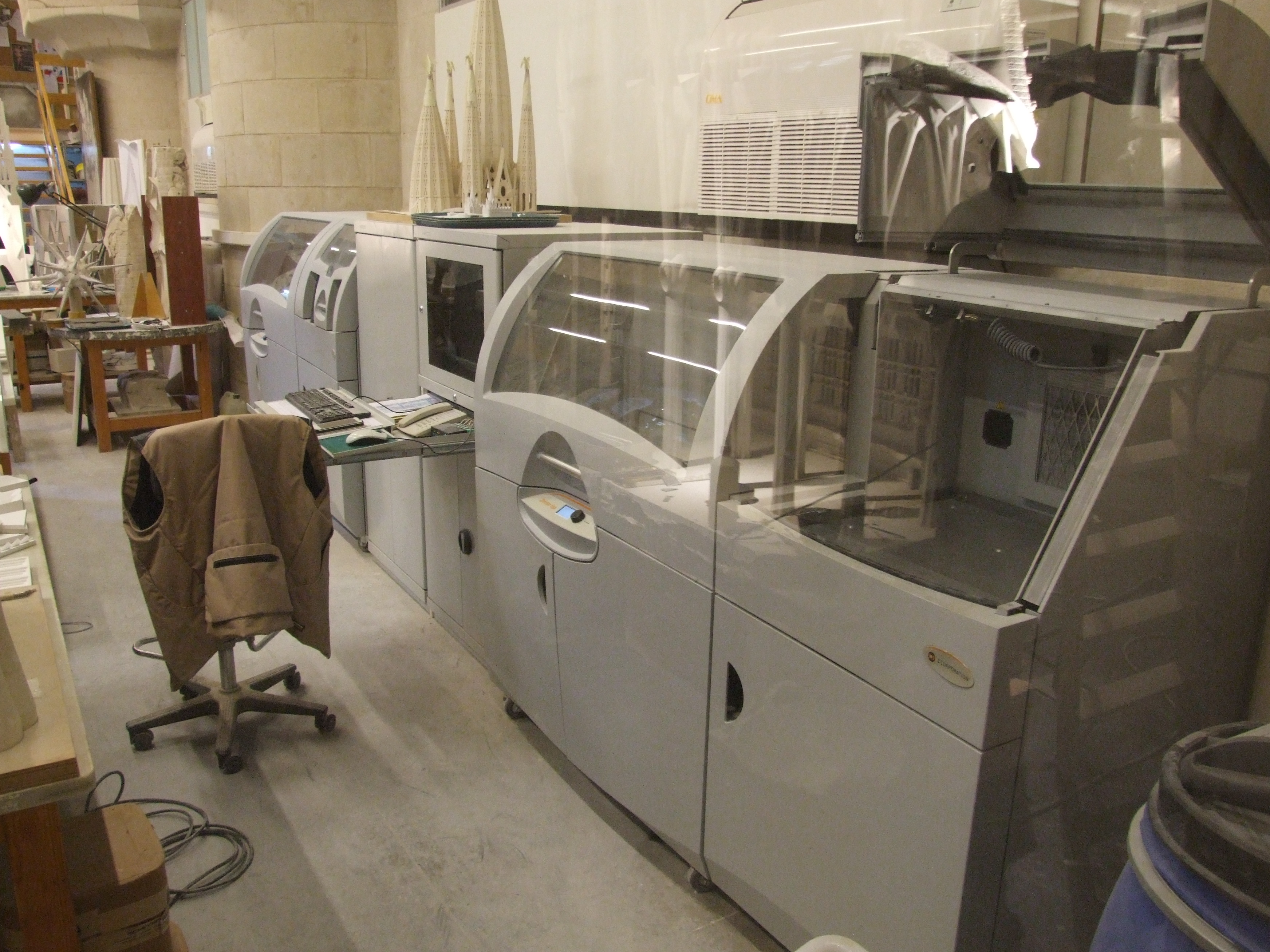
3D-Drucker der Bauhütte der ساغرادا فاميليا zur Herstellung komplexer Modelle

2. إمكانية نسخ التصميمات باستخدام نظام مسح ضوئي رقمي scanning للنموذج الأول بواسطة حاسوب ووب كام وسوفتوير خاص . وبعد ذلك يتم تحويل البيانات إلى منتج ثلاثي الأبعاد من المادة المختارة.
3. إمكانية الحصول على أجزاء كبيرة الحجم، الأجزاء البارزة، الأجزاء المتداخلة، والأجزاء المعشقة بزاوية أقل من 90 درجة والتي من الصعب أو المستحيل الحصول عليها بطرق التشكيل التقليدية.
4. نظام استرجاع متكامل للخامات.
5. لا تستخدم أدوات أو أجهزة كثيرة وبذلك يختصر الوقت والتكلفة.
6. لا توجد حدود لمدى تعقيد التصميم.
7. تتفوق طريقة الطباعة الثلاثية على طرق التشكيل التقليدية وذلك أن مكونات المنتج في طريقة الطباعة الثلاثية تنافس أداء مثيلاتها التي صنعت بطرق التشكيل التقليدية.
8. تكلفة أقل بالنسبة للأشكال المعقدة.
9. دورة إنتاج قصيرة جدا.

## تكنولوجيات النمذجة وموادهم الأساسية
1. تلبيد الليزر الانتقائي Selective laser sintering (SLS): لدائن حرارية، فلزات، رمل وزجاج
2. نمذجة الترسيب المنصهر Fused Deposition Modeling (FDM): لدائن حرارية
3. Digital Light Projection (DLP): پوليمر ضوئي
4. ليثوگرافية فراغية Stereolithography (SL): پوليمر ضوئي
5. أنظمة تغليف Lamination systems: الورق والبلاستيك
6. صهر بالحزمة الإلكترونية (EBM): سبائك التيتانيوم
7. طباعة ثلاثية الأبعاد (3DP): مواد مختلفة، بما فيها الراتنجات
8. طباعة سيراميكية ثلاثية الأبعاد: مواد صلصالية وسيراميكية مختلفة

## استخدام في المتاحف
يمكن بواسطة الطباعة ثلاثية الأبعاد صناعة نماذج طبق الأصل في الشكل واللون للتحف الأثرية بغرض الحفاظ عليها في حالة تآكل الأصل أو ضياعه . يمكن في تلك الصناعة أيضا تصغير النموذج الناتج.

## استخدامها في الطب
تستخدم الطباعة ثلاثية الأبعاد الآن بكثرة في مجال الطب من خلال:
1. طباعة الجزء المصاب ليتحول إلى مجسم ملموس مما يسهل تشخيص الأمراض الأكثر تعقيدا مثل السرطانات.
2. تستخدم أيضا في صناعة الأجهزة التعويضية والأطراف الصناعية كما يمكن استبدال العظام التالفة وصناعة المفاصل.
3. تستخدم أيضا في طباعة الجنين للكشف الدقيق والمبكر عن التشوهات.
4. تستخدم أيضا في صنع نماذج لأجهزة الجسم بغرض التعلم والدراسة.
5. كما تستخدم أيضا في صنع بعض الأدوات الجراحية والإلكترونيات الطبية.
6. صناعة بعض الأدوات الطبية البسيطة مثل التي تستخدم في الاسعافات الاولية للأماكن التي يصعب وصول الامدادات الطبية لها.

## مقارنة الطابعات ثلاثية الأبعاد
| الصانع                      | الموديل         | السعر ($) | مواد النموذج                                                                            | مقاس المنتج (س‌ص‌ع، مم) | حجم المنتج (بوصة^3) | سمك الطبقة (مم) | XY Positioning | مادة الدعم    | نظام التشغيل            | الرخصة المفضلة    | التشبيك      | مقاس (مم، WDH)                            | الوزن (رطل)               | متطلبات الطاقة                                                                                             | مطابقة المواصفات       |
| --------------------------- | --------------- | --------- | --------------------------------------------------------------------------------------- | --------------------- | ------------------- | --------------- | -------------- | ------------- | ----------------------- | ----------------- | ------------ | ----------------------------------------- | ------------------------- | --- | ---------------------- |
| بت من البايت                | BFB 3000        | 3114      |                                                                                         | 320x300x200           | 1172                | 0.1             | 0.05           |               |                         | رخصة جنو العمومية |              |                                           | 68                        | أقصى طاقةr 90 W (7.5 A @ 12 V)                                                                             |                        |
| MakerBot Industries, RepRap | CupCake CNC     | 950       | ABS Natural, Red, Green, Yellow, Blue, Pink, Black                                      | 100x100x130           | 80                  | 0.34            | .08            | none          | ليونكس، OSX, ويندوز     | رخصة جنو العمومية | none         |                                           |                           | none |                        |
| رپراپ                       | LaserCut Mendel | 950ish    | ABS Natural, Red, Green, Yellow, Blue, Pink, Black                                      | 320x300x200           | 80                  | 0.34            | .08            | none          | ليونكس، OSX, ويندوز     | رخصة جنو العمومية | none         |                                           |                           | none |                        |
| رپراپ                       | Eiffel          | 300ish    | ABS Natural, Red, Green, Yellow, Blue, Pink, Black                                      |                       | 80                  | 0.34            | .08            | none          | Linux, OSX, Windows     | رخصة جنو العمومية | none         |                                           |                           | none |                        |
| رپراپ                       | مندل            | 500ish    | ABS Natural, Red, Green, Yellow, Blue, Pink, Black                                      | 320x300x200           | 80                  | 0.34            | .08            | none          | ليونكس، OSX, ويندوز     | رخصة جنو العمومية | none         |                                           |                           | none |                        |
| رپراپ                       | ميني-مندل       | 500ish    | ABS Natural, Red, Green, Yellow, Blue, Pink, Black                                      | 100x100x130           | 80                  | 0.34            | .08            | none          | لينوكس، OSX, ويندوز     | رخصة جنو العمومية | none         |                                           |                           | none |                        |
| ستراتاسيس                   | uPrint          | 14900     | ABSPlus Ivory                                                                           | 203x152x152           | 288                 | 0.254           |                | Water soluble | ويندوز إكس پي، ڤيستا، 7 | مُحتكرة            | إثرنت 10/100 | 635x660x800, 635x660x953 (with cartridge) | 168, 206 (with cartridge) | 100-127 VAC 50/60 Hz, minimum 15A dedicated circuit, or 220-240 VAC 50/60 Hz, minimum 7A dedicated circuit | CE / ETL / RoHS / WEEE |
| ستراتاسيس                   | uPrint Plus     | 19900     | ABSPlus ivory, white, red, blue, black, gray, nectarine, florescent yellow, olive green | 203x203x152           | 384                 | 0.254, 0.330    |                | Water soluble | ويندوز إكس پي، ڤيستا، 7 | مُحتكرة            | إثرنت 10/100 | 635x660x800, 635x660x953 (with cartridge) | 168, 206 (with cartridge) | 100-127 VAC 50/60 Hz, minimum 15A dedicated circuit, or 220-240 VAC 50/60 Hz, minimum 7A dedicated circuit | CE / ETL / RoHS / WEEE |
| ستراتاسيس                   | BST 1200es      | 24900     | ABSPlus ivory, white, red, blue, black, gray, nectarine, florescent yellow, olive green | 254x254x305           | 1200                | 0.254, 0.330    |                | بريكواي       | ويندوز إكس پي، ڤيستا    | مُحتكرة            | إثرنت 10/100 | 838x737x1143                              | 326                       | 100-127 VAC 50/60 Hz, minimum 15A dedicated circuit, or 220-240 VAC 50/60 Hz, minimum 7A dedicated circuit | CE / ETL               |
| ستراتاسيس                   | SST 1200es      | 32900     | ABSPlus Ivory, white, red, blue, black, gray, nectarine, florescent yellow, olive green | 254x254x305           | 1200                | 0.254, 0.330    |                | Water soluble | ويندوز إكس پي، ڤيستا    | مُحتكرة            | إثرنت 10/100 | 838x737x1143                              | 326                       | 100-127 VAC 50/60 Hz, minimum 15A dedicated circuit, or 220-240 VAC 50/60 Hz, minimum 7A dedicated circuit | CE / ETL               |
| ستراتاسيس                   | Elite           | 29900     | ABSPlus Ivory, white, red, blue, black, gray, nectarine, florescent yellow, olive green | 203x203x305           | 768                 | 0.178, 0.254    |                | Water soluble | ويندوز إكس پي، ڤيستا    | مُحتكرة            | إثرنت 10/100 | 685x914x1041                              | 300                       | 100-127 VAC 50/60 Hz, minimum 15A dedicated circuit, or 220-240 VAC 50/60 Hz, minimum 7A dedicated circuit | CE / ETL               |

## وصلات خارجية
- النيويورك تايمز وفيه فيديو رائع يستعرض الوضع الحالي لتكنولوجيات الطباعة ثلاثية الأبعاد.